# Función gamma elíptica
En matemática, la función gamma elíptica es una generalización de la función q-gamma, la cual es en sí misma un q-análogo de la función gamma ordinaria. Está íntimamente relacionada con la función estudiada por Jackson (1905), y puede ser expresada en términos de la función gamma triple.
Su representación es la siguiente:
{\displaystyle \Gamma (z;p,q)=\prod _{m=0}^{\infty }\prod _{n=0}^{\infty }{\frac {1-p^{m+1}q^{n+1}/z}{1-p^{m}q^{n}z}}.}
Esta obedece varias identidades:
{\displaystyle \Gamma (z;p,q)={\frac {1}{\Gamma (pq/z;p,q)}}\,}
{\displaystyle \Gamma (pz;p,q)=\theta (z;q)\Gamma (z;p,q)\,}
y
{\displaystyle \Gamma (qz;p,q)=\theta (z;p)\Gamma (z;p,q),\,}
donde θ es la función q-theta.
Cuando {\displaystyle p=0}, ésta esencialmente se reduce al símbolo q-Pochhammer infinito:
{\displaystyle \Gamma (z;0,q)={\frac {1}{(z;q)_{\infty }}}.}